# Fábio de Jesus
Fábio de Jesus (født 16. oktober 1976) er en tidligere brasiliansk fodboldspiller.